# 沃特·法斯
沃特·费利克斯·利纳·法斯（荷蘭語：Wout Felix Lina Faes；1998年4月3日—），比利時足球運動員，司職中後衛，現效力英超球會李斯特城。

## 俱樂部生涯
法斯出生於比利時莫爾，2012年他加入了安德列治青訓營，在那裡他曾經與约埃里·蒂耶莱曼斯做過隊友，也是在那裡他簽下了自己的第一份職業合同。
2017年1月，他租借加盟荷甲球隊海倫芬，之後一個賽季他又租借加盟了精英隊 ，在精英隊法斯代表球隊出戰了19場比賽。
2018年7月，法斯轉會比甲皇家奥斯坦德。他各項賽事共為奧斯坦德出戰63場比賽，並且打入1粒進球。
2020年1月法斯轉會法甲球隊兰斯，隨後他立刻被租借回到皇家奥斯坦德完成了那個賽季，轉會法甲八個月之後他才為蘭斯完成了首秀。
法斯各項賽事共為蘭斯出戰75場比賽，其中打入5粒進球，上個賽季他被評選為賽季最佳球員。
李斯特城官方宣佈從法甲兰斯簽下後衛法斯，雙方簽約五年。根據此前媒體消息，轉會費為1500萬英鎊。2023年5月28日，法斯在对阵西汉姆联队的比赛中为莱斯特打进了他的第一个进球。

## 國家隊生涯
2022年6月，法斯在比利時6-1戰勝波蘭的歐國聯比賽中完成首秀。

## 榮譽
李斯特城
- 英冠冠軍：2023-24[6]

## 外部連結
- worldfootball.net：沃特·法斯之統計數據 （英文）
- Belgium profile （页面存档备份，存于） at Belgian FA